# Etmopterus splendidus
L'Etmopterus splendidus (Yano 1988) è una specie di squalo lanterna appartenente alla famiglia Etmopteridae. La specie è stata descritta per la prima volta negli anni ottanta dall'ittiologo giapponese Kazunari Yano.

## Descrizione
Questa specie può raggiungere una lunghezza massima di circa 30 cm, è caratterizzata da una distanza dalla punta del muso alla prima vertebra dorsale molto più corta della distanza della stessa dalla pinna caudale che a sua volta è più corta della lunghezza della testa. Il corpo è dotato di dentelli dermici sui lati del tronco disposti in file regolari mentre sul dorso sono presenti due pinne dorsali. La colorazione è tra il nero e il viola con macchie bluastre lungo i fianchi e alla base della pinna caudale. 
L'animale è dotato di organi fotofori distribuiti con diversa densità nelle varie parti del corpo che emettono bioluminescenza venendo attivati sia da impulsi ormonali che neurali.
Si nutre di calamari e si riproduce per via ovipara.

## Habitat e diffusione
Animale demersale che vive ad una profondità compresa tra i 100 e i 300 metri circa lungo la piattaforma continentale esterna e la scarpata continentale. 
È diffuso nell'oceano Pacifico settentrionale principalmente nelle acque di Taiwan e in misura minore in quelle del Giappone (Mar Cinese Orientale). Alcuni esemplari conservati nella collezione ittica del Muséum national d'histoire naturelle di Parigi suggeriscono una presenza della specie anche nell'Oceano Pacifico meridionale (Nuova Caledonia, Vanuatu).